# Henry George Liddell

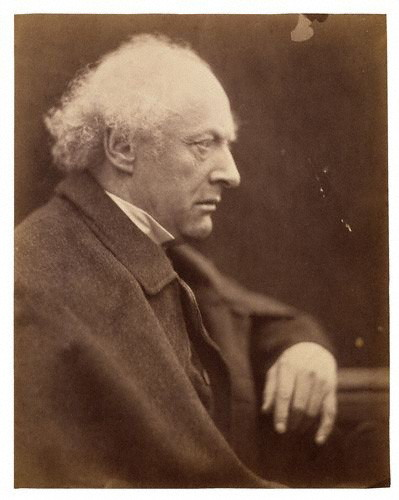
Henry George Liddell, um 1870

Henry George Liddell (* 6. Februar 1811 in Bishop Auckland, County Durham; † 18. Januar 1898 in Ascot, Berkshire) war ein britischer Altphilologe und Lexikograf.

## Leben
Henry G. Liddell stammte aus der Familie der Baronets of Ravensworth Castle; sein Vater, Henry Liddell, war anglikanischer Pfarrer und der jüngere Bruder des Titelerben und Tory-Politikers Sir Thomas Liddell, 6. Baronet, der 1821 zum Baron Ravensworth erhoben wurde. Henry George Liddell wurde an der Charterhouse School und der Christ Church in Oxford ausgebildet, wo er seinen Abschluss 1833 mit Auszeichnung absolvierte. Von 1836 bis 1845 wirkte er als Tutor am Balliol College  in Oxford. Im Jahr 1838 wurde er von der Church of England ordiniert und im Jahr 1846 zum Hauskaplan von Albert von Sachsen-Coburg und Gotha, dem Prinzgemahl der britischen Königin Victoria, bestellt.
Von 1846 bis 1855 war er Leiter der Westminster School in London, bevor er 1855 Dean (Leiter) des Christ Church College in Oxford wurde. An der Universität Oxford war er von 1870 bis 1874 Vizekanzler. Liddell heiratete am 2. Juli 1846 Lorina Reeve, mit der er zehn Kinder hatte. Ihre Tochter Alice Pleasance Liddell (1852–1934) diente Lewis Carroll als Inspiration für dessen Geschichte Alice im Wunderland.

## Leistungen
Seinen Ruhm begründete das gemeinsam mit Robert Scott bearbeitete A Greek-English Lexicon, dessen erste Auflage 1843 als Neubearbeitung des Handwörterbuchs der griechischen Sprache von Franz Passow erschien. Weitere fünf Auflagen folgten 1845, 1849, 1855, 1861 und 1869. Im Jahr 1897 erschien die achte und letzte Auflage zu Lebzeiten Liddells. Die neunte Auflage, ab 1925 bearbeitet von Henry Stuart Jones, wurde vollständig 1940 in Oxford herausgegeben (Neudrucke ebenda 1961 und 1973). Bis heute ist das Lexikon vielfach überarbeitet worden und nicht nur im englischsprachigen Raum ein wichtiges Wörterbuch. Es wird meist nach seinen Verfassern als „Liddell-Scott“ oder „Liddell-Scott-Jones“ bezeichnet. Liddell verfasste zudem 1855 eine zweibändige History of Rome, die er 1871 erweiterte und unter dem Titel The Student’s Rome: A History of Rome from the Earliest Times to the Establishment of the Empire neu herausgab.

## Veröffentlichungen (Auswahl)
- mit Robert Scott: A Greek-English Dictionary Based on the German Work of Francis Passow. Oxford University Press, Oxford 1843 (mit zahlreichen Neuauflagen).
  - mit Robert Scott, Henry Stuart Jones und R. McKenzie: A Greek-English Lexicon. Neue Auflage. 2 Bände. Clarendon Press, Oxford 1925–1940.
- A History of Rome from the Earliest Times to the Establishment of the Empire. Zwei Bände. John Murray, London 1855 (Digitalisat).
- The Student’s Rome: A History of Rome from the Earliest Times to the Establishment of the Empire. John Murray, London 1865 (Digitalisat).